# Mistrzostwa Europy w Baseballu 1955
Mistrzostwa Europy w Baseballu 1955 – drugie mistrzostwa Europy w baseballu, oficjalny międzynarodowy turniej baseballu o randze mistrzostw kontynentu organizowany przez CEB, który miał na celu wyłonienie najlepszej męskiej reprezentacji narodowej w Europie. Impreza odbyła się w Hiszpanii w 1955 roku. Tytułu mistrzowskiego nie obronili Włosi – nowymi mistrzami zostali Hiszpanie.
Mistrzostwa rozegrano od 5 do 10 lipca 1955 roku w Barcelonie. W turnieju wystąpiło pięć reprezentacji, w tym debiutująca reprezentacja Francji. Zwycięstwo odnieśli gospodarze, a jednym z ich najlepszych zawodników był Bernardo José Luis Menéndez. Włosi twierdzili, że nie powinien on uczestniczyć w turnieju gdyż miał obywatelstwo wenezuelskie. Z kolei w drużynie francuskiej grali zawodnicy pochodzenia tunezyjskiego. Obydwie ekipy nie zostały jednak zdyskwalifikowane.

## Wyniki spotkań
|  | Belgia | 10:2 | RFN |  |
|  |        |      |     |  |

|  | Hiszpania | 21:3 | Francja |  |
|  |           |      |         |  |

|  | Belgia | 9:4 | Włochy |  |
|  |        |     |        |  |

|  | Hiszpania | 9:0 | RFN |  |
|  |           |     |     |  |

|  | Belgia | 4:1 | Francja |  |
|  |        |     |         |  |

|  | RFN | 5:4 | Włochy |  |
|  |     |     |        |  |

|  | RFN | 5:4 | Francja |  |
|  |     |     |         |  |

|  | Hiszpania | 0:0 | Włochy |  |
|  |           |     |        |  |

|  | Włochy | 16:1 | Francja |  |
|  |        |      |         |  |

|  | Hiszpania | 2:0 | Belgia |  |
|  |           |     |        |  |

## Klasyfikacja końcowa
| Miejsce | Reprezentacja |
| ------- | ------------- |
| złoto   | Hiszpania     |
| srebro  | Belgia        |
| brąz    | RFN           |
| 4       | Włochy        |
| 5       | Francja       |